# 東国六腹朝臣
東国六腹朝臣（あづまのくにむつはらのあそみ）は、毛野地域出身で出自を同じくすると称する、次の6氏族の総称。
- 上毛野朝臣（上毛野氏）
- 下毛野朝臣（下毛野氏）
- 大野朝臣（大野氏）
- 池田朝臣（池田氏）
- 佐味朝臣（佐味氏）
- 車持朝臣（車持氏）

## 記録

### 国史
『日本書紀』天武天皇13年（684年）11月条では、八色の姓において「朝臣」の姓を授けられた52氏の中に、上毛野君、車持君、下毛野君、佐味君、大野君、池田君の6氏の名が見える。
『続日本紀』延暦10年（791年）4月条では、池原公綱主らの言の中に、池原・上毛野2氏の出自が豊城入彦命であること、豊城入彦命の子孫である「東国六腹朝臣」は居地によって姓と氏を得たことが記載されている。
また『日本三代実録』元慶元年（877年）12月25日条では、上毛野、大野、池田、佐味、車持朝臣が崇神天皇の後裔として同祖だと記載されている。

### 新撰姓氏録
平安時代初期の弘仁6年（815年）『新撰姓氏録』では、いずれも皇別の同族として次のように記載されている。
- 右京 上毛野朝臣 - 崇神天皇皇子の豊城入彦命の後[1]
- 左京 下毛野朝臣 - 崇神天皇皇子の豊城入彦命の後
- 右京 大野朝臣 - 豊城入彦命四世孫の大荒田別命の後
- 左京 池田朝臣 - 上毛野朝臣同祖。豊城入彦命十世孫の佐太公の後
- 右京 佐味朝臣 - 上毛野朝臣同祖。豊城入彦命の後
- 左京 車持公 - 上毛野朝臣同祖。豊城入彦命八世孫の射狭君の後